# Zwerg-Fingerkraut
Das Zwerg-Fingerkraut (Potentilla brauneana), auch Kleinstes Fingerkraut genannt, ist eine Pflanzenart aus der Gattung Fingerkräuter (Potentilla) innerhalb der Familie der Rosengewächse (Rosaceae).

## Beschreibung
Das Zwerg-Fingerkraut ist eine rasenbildende, grün überwinternde, ausdauernde, krautige Pflanze, die Wuchshöhen von bis zu 5 Zentimetern erreicht. Die dünnen Stängel sind nur ein- bis zweiblättrig und niederliegend oder aufsteigend. Stängel, Kelch, sowie Blatt- und Blütenstiel sind spärlich behaart und ohne Drüsen (Indument). Die Grundblätter sind dreizählig gefingert. Die Blättchen sind am Rand wenig tief gezähnt und beiderseits frischgrün. Die Oberseite der Blättchen ist kahl und an der Unterseite sowie an den Blattadern sind spärlich Striegelhaare vorhanden. 
Die Blütezeit reicht von Juli bis August. Die Blüten stehen meist einzeln bis zu dritt. Die zwittrigen Blüten sind bei einem Durchmesser von 7 bis 12 Millimetern radiärsymmetrisch und fünfzählig weisen. Die fünf eiförmigen Kelchblättern sind deutlich länger als die fünf Außenkelchblätter. Die fünf freien, gelben Kronblätter sind gleich lang oder kürzer wie die Kelchblätter. Es sind 20 Staubblätter vorhanden.
Die Chromosomenzahl beträgt 2n = 14.

## Vorkommen
Das Verbreitungsgebiet Potentilla brauneana umfasst die Pyrenäen, die Südalpen sowie den Balkan. Es kommt in Mitteleuropa in den  Nördlichen- und den Südlichen Kalkalpen vor; im südlichen Schweizer Jura ist es selten.
In ihrem alpinen Standort ist das Zwerg-Fingerkraut meist in Höhenlagen über 2000 Metern zu finden, in Bayern auch auf etwa 1100 Metern. In den Allgäuer Alpen steigt es in Bayern am Linkerskopf bis zu einer Höhenlage von 2443 Metern auf.
Diese nicht häufige Pflanzenart kommt ausschließlich über Kalkstein in lange schneebedeckten Lagen vor. Es besiedelt grundwasserfeuchte Schneeböden und Schneetälchen. Es ist eine Charakterart des Verbands Arabidion caeruleae, kommt aber auch in Lägerfluren zusammen mit dem Läger-Rispengras (Poa supina) vor.
Das Zwerg-Fingerkraut gedeiht am besten auf kalkhaltigen, tonigen, zuweilen auch etwas sandigen Böden.

## Belege